# Lista de patentes da Wehrmacht
Hierarquia de postos e graduações do Wehrmacht Heer (Forças Armadas) durante a Segunda Guerra Mundial e seus correspondentes no Exército Alemão.
| Insígnia de gola ou braço | Insígnia de ombro         | Patente                       | Equivalência                 |
| ------------------------- | ------------------------- | ----------------------------- | ---------------------------- |
|                           |                           | Generalfeldmarschall          | (General-marechal de campo)  |
|                           |                           | Generaloberst                 | (Coronel-General)            |
|                           | General der Waffengattung | (General)                     |                              |
|                           | Generalleutnant           | (Tenente-General)             |                              |
|                           | Generalmajor              | (Major-General)               |                              |
|                           |                           | Oberst                        | (Coronel)                    |
|                           | Oberstleutnant            | (Tenente-Coronel)             |                              |
|                           | Major                     | Major                         |                              |
|                           | Hauptmann                 | (Capitão)                     |                              |
|                           | Oberleutnant              | (Primeiro-tenente)            |                              |
|                           | Leutnant                  | (Segundo-tenente)             |                              |
|                           |                           | Stabsfeldwebel                | (Subtenente)                 |
|                           |                           | Oberferldwebel / Oberfähnrich | (Sargento-ajudante)          |
|                           |                           | Feldwebel                     | (Primeiro-sargento)          |
|                           |                           | Unterfeldwebel/Fähnrich       | (Segundo-sargento)           |
|                           |                           | Unteroffizier / Fahnenjumker  | (Terceiro-sargento)          |
|                           |                           | Stabsgefreiter                | (Cabo-Adjunto)               |
|                           |                           | Obergefreiter                 | (Primeiro-cabo)              |
|                           |                           | Gefreiter                     | (Segundo-cabo)               |
|                           |                           | Oberschütze                   | (Soldado de primeira-classe) |
|                           |                           | Soldat                        | (Soldado)                    |